# Grumman E-1 Tracer
El Grumman E-1 Tracer (WF antes de 1962) fue el primer avión dedicado de alerta aérea temprana usado por la Armada de los Estados Unidos. Era un derivado del Grumman C-1 Trader y entró en servicio en 1958. Fue reemplazado por el más moderno Grumman E-2 Hawkeye en los años 60.

## Diseño y desarrollo
El E-1 fue designado WF bajo el sistema de designación de aeronaves de la Armada de los Estados Unidos de 1922; la designación llevó al apodo "Willy Fudd". El Tracer fue derivado desde el C-1 Trader, así mismo un derivado del avión antisubmarino embarcado S-2 Tracker, conocido como S2F bajo el sistema antiguo, apodado "Stoof" (Defectuoso). Al derivar hacia el WF/E-1, con su distintivo radomo, llegó a ser conocido como "Stoof with a Roof" (Defectuoso con Tejado). El E-1 presentaba alas plegables con un diseño muy particular para facilitar el almacenaje compacto a bordo de los portaaviones; a diferencia de los S-2 y C-1 en los que las alas se pliegan hacia arriba, el radomo en la parte superior del fuselaje requirió que los diseñadores del E-1 adoptaran una versión actualizada del sistema de ala plegable Sto-Wing patentada por Grumman, estrenada con su antiguo caza a hélice Grumman F4F-4 Wildcat de principios de la Segunda Guerra Mundial, para plegar sus alas hacia atrás, a los lados del fuselaje.

### Radar
El Tracer estaba equipado con el Hazeltine AN/APS-82 en su radomo y fuselaje.  El radar presentaba un Indicador Aerotransportado de Blanco Móvil (Airborne Moving Target Indicator), que comparaba el vídeo de un tiempo de pulso con el siguiente en energía de radar reflejada, para distinguir un avión en vuelo de la confusión producida por la acción de las olas en la superficie oceánica. La energía reflejada por un avión cambia de posición rápidamente, comparada con la reflejada por el mar circundante. El separar un objeto en movimiento de un fondo estacionario lo realiza el hardware adecuado.

## Historia operacional

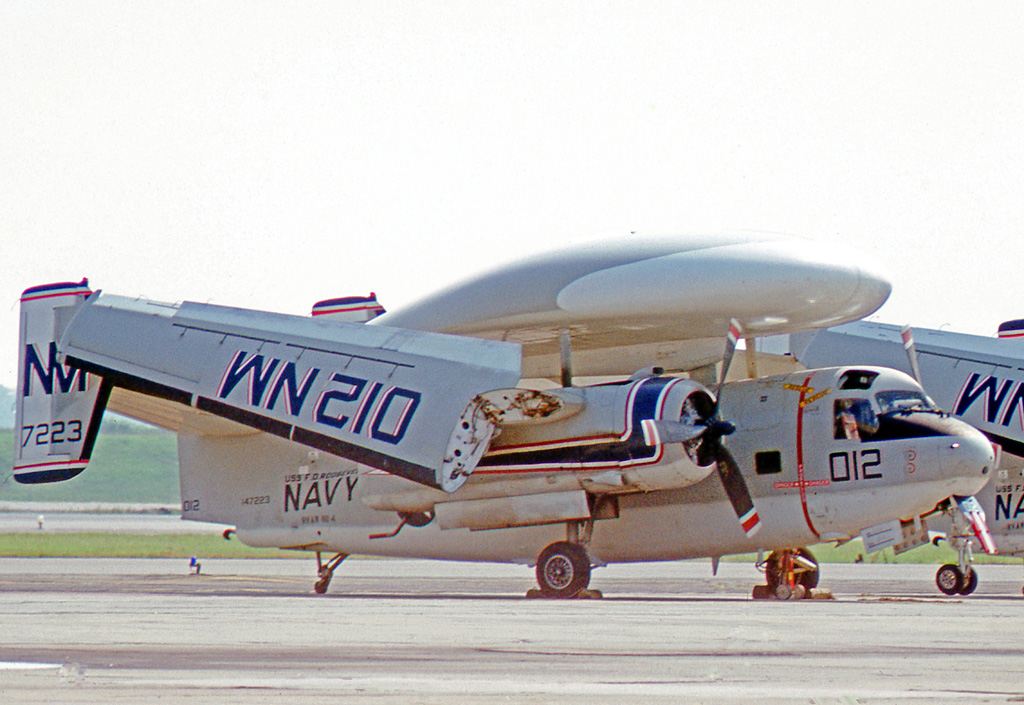
Grumman E-1B Tracer del RVAW-110 después de un servicio a bordo del USS Franklin D. Roosevelt en 1976, mostrando el dispositivo de plegado de alas Sto-Wing patentado por Grumman.

Siendo uno de los primeros aviones embarcados de alerta temprana, el E-1 Tracer sirvió de 1958 a 1977 aun estando considerado sólo un modelo interino, y siendo reemplazado por el Grumman E-2 Hawkeye a mitad de los años 60. Durante los primeros años de la guerra de Vietnam, los E-1 actuaron extensamente, proporcionando vectores a los cazas de las patrullas de combate aéreo (CAP) y controlando los ataques Alpha sobre Vietnam del Norte. Con un alcance de 400-480 km, el E-1B sirvió como alerta temprana de actividad MiG para los aviones de ataque.
En mayo de 1973, la mayor parte de los E-1B había sido retirada, con sólo cuatro Tracer del VAW-121 en la Base naval de Norfolk, Virginia, todavía en servicio. Estos aviones fueron prontamente retirados a mitad del verano de 1977, después de un crucero final a bordo del USS Franklin D. Roosevelt, siendo transportados a las instalaciones de almacenamiento de la Base de la Fuerza Aérea Davis-Monthan. El E-1B Tracer fue dado de baja del inventario ese mismo año.

## Variantes

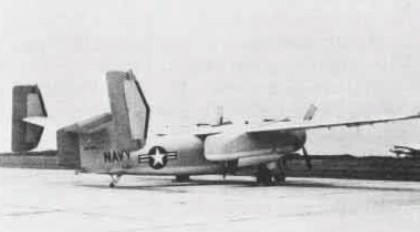
El prototipo XTF-1W.

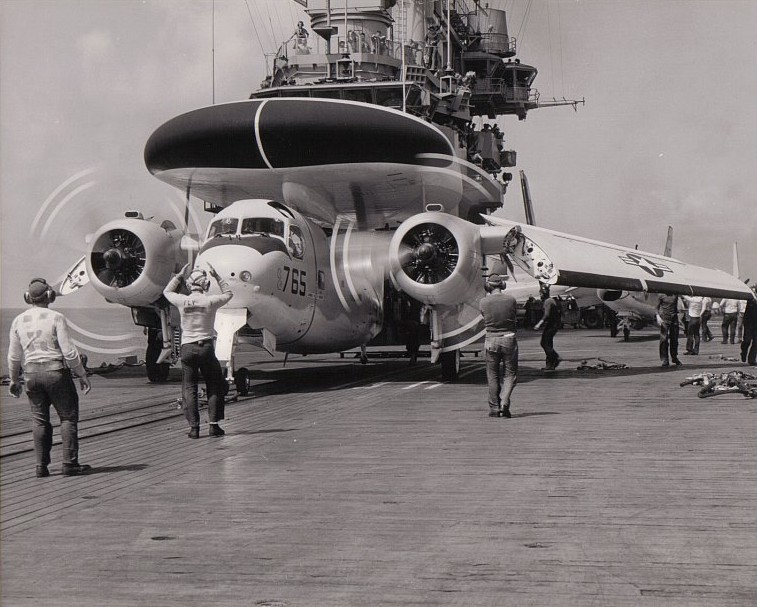
WF-2 del VAW-11 en la catapulta del Hancock, en 1962.

XTF-1W
Prototipo aerodinámico (BuNo 136792) sin electrónica, más tarde reconstruido como un C-1A estándar, reteniendo la cola gemela.
XWF-1
El XTF-1W redesignado en la categoría W (Warning).
WF-2
Versión de producción de Alerta Aérea Temprana del TF-1 Trader, redesignada E-1B en 1962, 88 construidos.
E-1B
WF-2 redesignados en 1962.

## Operadores
Estados Unidos
- Armada de los Estados Unidos

## Supervivientes
Existen cinco E-1 Tracer preservados en museos de todos los Estados Unidos:
- E-1B, BuNo 147212: Museo naval, aéreo y espacial del Intrepid, Nueva York.[6]
- E-1B, BuNo 147217: New England Air Museum, Windsor Locks, Connecticut.[7]
- E-1B, BuNo 147225: A bordo del USS Yorktown, Patriots Point, Mount Pleasant (Carolina del Sur).[8]
- E-1B, BuNo 147227: Pima Air & Space Museum, junto a la Base de la Fuerza Aérea Davis-Monthan en Tucson, Arizona[9]
- E-1B, BuNo 148146: National Naval Aviation Museum, Estación Aeronaval de Pensacola.[10]

Otros 11 E-1 Tracer están almacenados en United Aeronautical, un almacén de aeronaves excedentes justo al lado de la Base de la Fuerza Aérea Davis-Monthan. Al menos uno de estos aviones (E-1B, BuNo 148922) fue vendido a un coleccionista privado en 2011 con la intención de restaurarlo al estado de vuelo, aunque no se han publicado actualizaciones sobre el proyecto desde 2012.

## Especificaciones
Referencia datos: Standard Aircraft Characteristics

### Características generales
- Tripulación: Cuatro (2 tripulantes de vuelo con 2 controladores de radar/interceptación)
- Longitud: 13,8 m (45,3 ft)
- Envergadura: 22,1 m (72,3 ft)
- Altura: 5,1 m (16,8 ft)
- Superficie alar: 47 m² (505,9 ft²)
- Perfil alar: raíz: NACA 63A420; punta: NACA 63A415[14]
- Peso vacío: 9361 kg (20 631,6 lb)
- Peso cargado: 11 249 kg (24 792,8 lb)
- Peso máximo al despegue: 12 066 kg (26 593,5 lb)
- Planta motriz: 2× motor radial de 9 cilindros refrigerado por aire Wright R-1820-82A Cyclone.
  - Potencia: 1137 kW (1568 HP; 1546 CV) cada uno.

### Rendimiento
- Velocidad máxima operativa (Vno): 383 km/h (238 MPH; 207 kt) a 1219 m (4000 pies)
- Velocidad crucero (Vc): 262 km/h (163 MPH; 141 kt)
- Alcance: 1666 km (900 nmi; 1035 mi) (6 h 50 min)
- Techo de vuelo: 4800 m (15 748 ft)
- Régimen de ascenso: 5,7 m/s (1122 ft/min)

## Aeronaves relacionadas

### Desarrollos relacionados
- S-2 Tracker
- C-1 Trader

### Aeronaves similares
- E-2 Hawkeye
- Fairey Gannet

### Secuencias de designación
- Secuencia G-_ (interna de Grumman): ← G-91 - G-92 - G-93 - G-94 - G-96 - G-97 - G-98 -- G-114 - G-115 - G-116 - G-117 - G-118 - G-119 - G-120 →
- Secuencia T_F (Aviones de Entrenamiento de la Armada estadounidense, 1948-1962 (Grumman, 1931-1962)): TF/-1W
- Secuencia W_F (Aviones AEW de la Armada estadounidense, 1952-1962 (Grumman, 1931-1962)): WF - W2F
- Secuencia E-_ (Aviones con instalación Electrónica especial estadounidenses, 1962-presente): E-1 - E-2 - E-3 - E-4 →